# Каменцева, Елена Ивановна
Еле́на Ива́новна Ка́менцева (2 октября 1920, Симбирск, Симбирская губерния, РСФСР — 6 декабря 2004, Москва, Россия) — советский и российский историк, доктор исторических наук (1967), профессор (1971). Внучка писателя Ивана Ильича Барышева.

## Биография
Окончила Московский государственный историко-архивный институт (МГИАИ) в 1942 и аспирантуру этого учебного заведения. Кандидат исторических наук (1950, тема диссертации: «Новгородские порядные записи XVII в. как источник по истории крестьянского закрепощения»). Доктор исторических наук (1967, тема диссертации: «Русская историческая метрология конца XVII — первой половины XIX вв. (Исследование по истории мер)»), доцент (1956), профессор (1971).
С 1944 в течение более чем шестидесяти лет работала на кафедре кафедры вспомогательных исторических дисциплин (затем — кафедре источниковедения и вспомогательных исторических дисциплин) факультета архивного дела Московского государственного историко-архивного института (затем — Историко-архивного института Российского государственного гуманитарного университета). Прошла путь от лаборанта до профессора, в 1976—1986 годах — заведующая кафедрой.
Ученица известных историков профессоров А. Н. Сперанского и Н. В. Устюгова. Специалист в области вспомогательных исторических дисциплин, на кафедре МГИАИ продолжала традиции своих учителей. Более полувека читала в Историко-архивном институте основной курс вспомогательных исторических дисциплин. Во многом благодаря ей педагогическая традиция в этой области гуманитарного знания не прервалась. Была научным руководителем и председателем Геральдического семинара при кафедре.
За годы преподавания несколькими изданиями были опубликованы её учебники и учебные пособия по вспомогательным историческим дисциплинам, по которым учатся студенты вузов России и зарубежья. Автор уникального учебного пособия, посвящённого истории складывания комплекса вспомогательных исторических дисциплин в России. Первую работу опубликовала в 1946, последнюю — за полторы недели до кончины.
Внесла большой вклад в исследование различных проблем вспомогательных исторических дисциплин: от теоретических разработок по всему комплексу вспомогательных исторических дисциплин до дискуссионных проблем русской хронологии и метрологии, геральдики и эмблематики. Она способствовала воссозданию в современной российской науке фалеристики, генеалогии, вексиллологии, читала курсы нумизматики и берестологии, сохранила и приумножила научную геральдическую традицию, которую олицетворял выдающийся геральдист В. К. Лукомский, в последние годы жизни работавший профессором кафедры МГИАИ.
Была членом диссертационных советов РГГУ и Московского государственного университета печати. Входила в состав Геральдического совета при Президенте РФ, Герольдии при мэре города Москвы (принимала участие в воссоздании традиционной московской символики). Была почётным членом Всероссийского геральдического общества, действительным членом Историко-родословного общества в Москве, действительным членом Международной академии информатизации.
В РГГУ неоднократно проводились, связанные с ней конференции: Вспомогательные исторические дисциплины: специальные функции и гуманитарные перспективы: В честь Е. И. Каменцевой. (1—2 февраля 2001 г.).; Вспомогательные исторические дисциплины: классическое наследие и новые направления: Памяти Е. И. Каменцевой (26—28 января 2006 г.); Историография источниковедения и вспомогательных исторических дисциплин: К 90-летию со дня рождения профессора кафедры Елены Ивановны Каменцевой и 90-летию со дня рождения доцента кафедры Ирины Александровны Мироновой (28—30 января 2010 г.).
Похоронена на Домодедовском кладбище.

## Труды
- Каменцева Е. И. Русская хронология: Справочное пособие / Отв. ред. А. А. Зимин; Московский государственный историко-архивный институт. — М.: Б.и., 1960. — 88 с.
- Каменцева Е. И., Устюгов Н. В. Русская сфрагистика и геральдика: Учебное пособие. — М.: Высшая школа, 1963. — 224 с. — 5000 экз. (в пер.)
- Печати учреждений XVIII века из собрания Государственного исторического музея // Археографический ежегодник за 1962 г. М., 1963. С. 279—288.
- Хронология: Учебное пособие. М.: Высш. шк., 1967. 187 с.: табл.; 2-е изд., испр. и доп. М., 2003. 160 с.: табл.
- Основные проблемы советской эмблематики // Советские архивы. М., 1970. № 1. С. 35-40.
- Русская сфрагистика и геральдика: Учебное пособие. 2-е изд., доп. М.: Высш. шк., 1974. 264 с.: ил. (в соавт. с Н. В. Устюговым).
- Русская метрология: Учебное пособие. 2-е изд. М.: Высш. шк., 1975. 326 с.: ил. (в соавт. с Н. В. Устюговым).
- История вспомогательных исторических дисциплин: Учебное пособие. М.: МГИАИ, 1979. 42 с.
- Указ о мерах и весах 1797 г.: Источниковедческий анализ // Теория и методы источниковедения и вспомогательных исторических дисциплин. М., 1985. С. 84-109.
- Сборник задач и упражнений по метрологии и хронологии: Учеб. пособие / РГГУ. М., 1991. 72 с.
- В. К. Лукомский. Жизнь и деятельность: Биобиблиогр. указ. М.: РГГУ, 1994. 72 с. (в соавт. с О. Н. Наумовым).
- История и символика герба Москвы // Пагоня у сэрцы тваім і маім. Мінск, 1995. С. 65-82.
- Российская дворянская геральдика: История, практика, методика, теория // Историческая генеалогия. 1995. № 5. С. 16-30.
- О неопубликованной книге А. И. Юшкова «В защиту юлианского календаря» // Отечественные архивы. 1996. № 5. С. 46-53.

Полную библиографию работ Е. И. Каменцевой и литературы о её жизни и деятельности см.: Елена Ивановна Каменцева: Биобиблиографический указатель / Сост. Л. Н. Простоволосова, Е. В. Пчелов. М.: РГГУ, 2006. — 58 с. (серия «Учёные РГГУ»).